# Neil Hamilton
James Neil Hamilton, conhecido pelo nome artístico Neil Hamilton, (Lynn, 9 de setembro de 1899 – Escondido, 24 de setembro de 1984) foi um ator norte-americano. Ficou famoso quando interpretou o Comissário Gordon na série de TV, Batman.

## Vida Pessoal
Neil foi casado com Elsa Whitmer de 1922 até sua morte, em setembro de 1984. O casal teve um filho.
Hamilton era Católico Romano, e um membro da Good Shepherd Parish e da Catholic Motion Picture Guild em Beverly Hills, Califórnia.

## Morte
Neil Hamilton faleceu em 24 de setembro de 1984, vítima de asma, 15 dias após completar 85 anos de idade. No dia 27 de setembro de 1984, após o seu funeral, ele foi cremado e suas cinzas foram jogadas num rio da Califórnia.

### Tributos
10 anos após seu falecimento, em 1994, Neil Hamilton foi lembrado como Jim Gordon na série de TV do Batman de 1966.

## Filmografia
- The Beloved Impostor (1918)
- The Great Romance (1919)
- The White Rose (1923) como John White
- America (1924) como Nathan Holden
- The Sixth Commandment (1924) como Robert Fields
- The Side Show of Life (1924) como Charles Verity-Stewart
- Isn't Life Wonderful (1924) como Paul
- Men and Women (1925) como Ned Seabury
- The Little French Girl (1925) como Giles Bradley
- The Street of Forgotten Men (1925) como Philip Peyton
- The Golden Princess (1925) como Tennessee Hunter
- New Brooms (1925) como Thomas Bates Jr.
- The Splendid Crime (1925) como Bob Van Dyke
- Desert Gold (1926) como George Thorne
- Beau Geste (1926) como Digby Geste
- The Great Gatsby (1926) como Nick Carraway
- Diplomacy (1926) como Julian Weymouth
- The Music Master (1927) como Beverly Cruger
- Ten Modern Commandments (1927) como Tod Gilbert
- The Joy Girl (1927) como John Jeffrey Fleet
- The Spotlight (1927) como Norman Brooke
- Mother Machree (1928) como Brian
- The Shield of Honor (1928) como Jack MacDowell
- The Showdown (1928) como Wilson Shelton
- Something Always Happens (1928) como Roderick Keswick
- Don't Marry (1928) como Henry Willoughby
- The Grip of the Yukon (1928) como Jack Elliott
- Hot News (1928) como Scoop Morgan
- The Patriot (1928) como Crown Prince Alexander
- Take Me Home (1928) como David North
- Three Weekends (1928) como James Gordon
- What a Night! (1928) como Joe Madison
- Why Be Good? (1929) como Winthrop Peabody Jr.
- A Dangerous Woman (1929) como Bobby Gregory
- The Studio Murder Mystery (1929) como Tony White
- The Love Trap (1929) como Paul Harrington
- The Mysterious Dr. Fu Manchu (1929) como Dr. Jack Petrie
- Darkened Rooms (1929) como Emory Jago
- The Kibitzer (1930) como Eddie Brown
- The Return of Dr. Fu Manchu (1930) como Dr. Jack Petrie
- The Dawn Patrol (1930) como Major Brand
- Anybody's War (1930) como Red Reinhardt
- Ladies Must Play (1930) como Anthony Gregg
- The Cat Creeps (1930) como Charles Wilder
- Ex-Flame (1930) como Sir Carlisle Austin
- The Widow From Chicago (1930) como 'Swifty' Dorgan
- Command Performance (1931) como Peter Fedor / Prince Alexis
- Strangers May Kiss (1931) como Alan
- The Spy (1931) como Ivan Turin
- Laughing Sinners (1931) como Howard 'Howdy' Palmer
- The Great Lover (1931) como Carlo
- This Modern Age (1931) como Robert 'Bob' Blake Jr.
- The Sin of Madelon Claudet (1931) como Larry
- The Wet Parade (1932) como Roger Chilcote, Jr.
- Are You Listening? (1932) como Jack Clayton
- Tarzan the Ape Man (1932) como Harry Holt
- The Woman in Room 13 (1932) como Paul Ramsey
- What Price Hollywood? (1932) como Lonny Borden
- Two Against the World (1932) como Mr. David 'Dave' Norton
- The Animal Kingdom (1932) como Owen Fiske
- As the Devil Commands (1932) como Dr. David Graham
- Terror Aboard (1933) como James Cowles
- The World Gone Mad (1933) como Lionel Houston
- The Silk Express (1933) como Donald Kilgore
- As the Devil Commands (1933) como Dr. David Graham
- One Sunday Afternoon (1933) como Hugo Barnstead
- Ladies Must Love (1933) como Bill Langhorne
- Mr. Stringfellow Says No (1934) como Jeremy Stringfellow
- Tarzan and His Mate (1934) como Harry Holt
- Here Comes the Groom (1934) como Jim
- Blind Date (1934) como Bob
- Once to Every Bachelor (1934) como Lyle Stuart
- One Exciting Adventure (1934) como Walter Stone
- Two Heads on a Pillow (1934) como John C. Smith
- By Your Leave (1934) como David McKenzie
- Fugitive Lady (1934) como Donald Brooks
- Mutiny Ahead (1935) como Kent Brewster
- Honeymoon Limited (1935) como Dick Spencer Gordon / Gulliver
- Keeper of the Bees (1935) como James 'Jamie' Lewis McFarland
- The Daring Young Man (1935) como Gerald Raeburn
- Parisian Life (1936) como Jaques
- Southern Roses (1936) como Reggie
- Everything in Life (1936) como Geoffrey Loring
- You Must Get Married (1936) como Michael Brown
- Secret Lives (1937) como Pierre de Montmalion
- Mr Stringfellow Says No (1937) como Earle Condon
- Lady Behave! (1937) como Stephen Cormack
- Hollywood Stadium Mystery (1938) como Bill Devons
- Army Girl (1938) como Capt. Joe Schuyler
- The Saint Strikes Back (1939) como Allan Breck
- Queen of the Mob (unbilled; 1940) como First FBI Chief
- Federal Fugitives (1941) como Capt. James Madison / Robert Edmunds
- They Meet Again (1941) como Gov. John C. North
- Father Takes a Wife (1941) como Vincent Stewart
- Dangerous Lady (1941) como Duke Martindel
- King of the Texas Rangers (1941) como John Barton
- Look Who's Laughing (1941) como Hilary Horton
- The Lady Is Willing (1942) como Charlie (sem créditos)
- Too Many Women (1942) como Richard Sutton
- X Marks the Spot (1942) como John J. Underwood
- Secrets of the Underground (1942) como Harry Kermit
- Bombardier (1943) como Colonel (sem créditos)
- All by Myself (1943) como Mark Turner
- The Sky's the Limit (1943) como oficial da marinha no trem (sem créditos)
- When Strangers Marry (1944) como Lieutenant Blake
- Brewster's Millions (1945) como Mr. Grant
- Murder in Villa Capri (1955) como Capt. de Policia Brady
- The Little Shepherd of Kingdom Come (1961) como Gen. Dean
- The Devil's Hand (1962) como Francis Lamont
- The Patsy (1964) como The Barber
- The Family Jewels (1965) como Attorney
- Madame X (1966) como Scott Lewis (sem créditos)
- Batman (1966) como Comissário Gordon
- Strategy of Terror (1969) como Mr. Harkin
- Which Way to the Front? (1970) como Chefe de Equipe